# Tommy Ho
Tommy Ho (Winter Haven, 17 giugno 1973) è un ex tennista statunitense.

## Carriera
In carriera ha vinto 4 titoli di doppio. Nei tornei del Grande Slam ha ottenuto il suo miglior risultato raggiungendo le semifinali di doppio all'Open di Francia nel 1995, in coppia con il neozelandese Brett Steven.

## Statistiche

### Doppio

#### Vittorie (4)
| Numero | Anno            | Torneo                                                            | Superficie | Compagno           | Avversari in finale            | Punteggio     |
| 1.     | 22 ottobre 1994 | China Open, Pechino                                               | Sintetico  | Kent Kinnear       | David Adams Andrej Ol'chovskij | 7-6, 6-3      |
| 2.     | 13 marzo 1995   | Newsweek Champions Cup and the State Farm Evert Cup, Indian Wells | Cemento    | Brett Steven       | Gary Muller Piet Norval        | 6-4, 7-6      |
| 3.     | 23 aprile 1995  | Hong Kong Open, Hong Kong                                         | Cemento    | Mark Philippoussis | John Fitzgerald Anders Järryd  | 6-1, 6-7, 7-6 |
| 4.     | 22 ottobre 1995 | China Open, Pechino                                               | Sintetico  | Sébastien Lareau   | Dick Norman Fernon Wibier      | 7-6, 7-6      |

### Doppio

#### Finali perse (3)
| Numero | Anno             | Torneo                                             | Superficie | Compagno       | Avversari in finale            | Punteggio     |
| 1.     | 20 febbraio 1995 | Kroger St. Jude International, Memphis             | Cemento    | Brett Steven   | Jared Palmer Richey Reneberg   | 6-4, 6-7, 1-6 |
| 2.     | 13 novembre 1995 | Kremlin Cup, Mosca                                 | Sintetico  | Brett Steven   | Byron Black Jared Palmer       | 4-6, 6-3, 3-6 |
| 3.     | 8 gennaio 1996   | Australian Men's Hardcourt Championships, Adelaide | Cemento    | Jonas Björkman | Todd Woodbridge Mark Woodforde | 5-7, 6-7      |